# Исламабаде-Герб
Исламабаде-Герб, или Исламаба́д-э-Герб, или Исламаба́д, или Харунаба́д, или Шахаба́д, или Шахаба́д-э-Герб (перс.  اسلام ابادغرب ‎) — город на западе Ирана, в провинции Керманшах. Административный центр шахрестана Исламабад-э-Герб. Второй по численности населения город провинции.

## География
Город находится на юге Керманшаха, в горной местности западного Загроса, на высоте 1 334 метров над уровнем моря.
Исламабаде-Герб расположен на расстоянии приблизительно 50 километров к юго-западу от Керманшаха, административного центра провинции и на расстоянии 465 километров к юго-западу от Тегерана, столицы страны.

## Население
На 2006 год население составляло 89 430 человек; в национальном составе преобладают курды, в конфессиональном — мусульмане-шииты.
| 1986   | 1991   | 1996   | 2006   | 2012   |
| ------ | ------ | ------ | ------ | ------ |
| 73 362 | 77 412 | 81 614 | 89 430 | 92 755 |